# Pokośna (gromada)
Pokośna – dawna gromada, czyli najmniejsza jednostka podziału terytorialnego Polskiej Rzeczypospolitej Ludowej w latach 1954–1972.
Gromady, z gromadzkimi radami narodowymi (GRN) jako organami władzy najniższego stopnia na wsi, funkcjonowały od reformy reorganizującej administrację wiejską przeprowadzonej jesienią 1954 do momentu ich zniesienia z dniem 1 stycznia 1973, tym samym wypierając organizację gminną w latach 1954–1972.
Gromadę Pokośna z siedzibą GRN w Pokośnej (w obecnym brzmieniu Pokośno) utworzono – jako jedną z 8759 gromad – w powiecie sokólskim w woj. białostockim, na mocy uchwały nr 22/V WRN w Białymstoku z dnia 4 października 1954. W skład jednostki weszły obszary dotychczasowych gromad Pokośna, Laudańszczyzna, Leszczany i Okopy ze zniesionej gminy Suchowola oraz gromada Wroczyńszczyzna i miejscowość Bagny wieś z dotychczasowej gromady Bagny ze zniesionej gminy Dąbrowa w tymże powiecie. Dla gromady ustalono 13 członków gromadzkiej rady narodowej.
1 stycznia 1956 roku gromadę przyłączono do nowo utworzonego powiatu dąbrowskiego.
Gromadę Pokośna zniesiono 31 grudnia 1961, a jej obszar włączono do gromad Suchowola (wsie Laudańszczyzna, Leszczany, Okopy i Pokośna oraz kolonię Gajewo) i Suchodolina (wsie Bagny i Wroczyńszczyzna).